# Anoplodactylus australis
Anoplodactylus australis is een zeespin uit de familie Phoxichilidiidae. De soort behoort tot het geslacht Anoplodactylus. Anoplodactylus australis werd in 1914 voor het eerst wetenschappelijk beschreven door Hodgson. 